# Anacleto : Agente secreto
Pour plus de détails, voir Fiche technique et Distribution.
Anacleto : Agente secreto est un film espagnol de 2015 réalisé par Javier Ruiz Caldera et basée sur les petites histoires créées par Manuel Vázquez Gallego.
Le film a pu compter sur la participation de TVE et il est sorti en septembre de 2015. Dans la répartition des rôles, on retrouve Imanol Arias, Quim Gutiérrez, Alexandra Jiménez, Berto Romarin, Carlos Areces, Rossy de Palma et Emilio Gutiérrez Sciais, entre autres.

## Synopsis
Adolfo (Quim Gutiérrez) est un trentenaire qui traverse une période difficile. Non seulement sa fiancée, l'amour de sa vie, le plaque pour un type sans ambition mais, pour comble, il devient la cible d'un groupe de voyous commandés par Vázquez, un dangereux criminel qui vient de s'échapper de prison. Mais qu'a-t-il fait il pour se retrouver en pareille situation ? Comment est-ce possible ? Son monde s'écroule lorsqu'il découvre que son père Anacleto (Imanol Arias) a une double identité. Ce n'est pas un producteur de saucisson, comme il l'a cru toute sa vie. Adolfo devra abandonner son confort et collaborer avec son père, la personne avec laquelle il s'entend le moins du monde, pour résister à la vengeance de Vázquez et de là, entre les fusillades et les poursuites, essayer de récupérer sa fiancée.

## Fiche technique
- Titre français : Anacleto : Agente secreto
- Réalisation : Javier Ruiz Caldera
- Scénario :
- Pays de production : Espagne
- Format :
- Genre : comédie
- Date de sortie : 2015

## Distribution
- Imanol Arias - Anacleto
- Quim Gutiérrez - Adolfo
- Carlos Areces - Vázquez
- Alexandra Jiménez - Katia
- Rossy de Palma - la mère
- Emilio Gutiérrez Caba - le chef
- Berto Romarin - Martín
- Silvia Abril - la secrétaire
- Andreu Buenafuente - l'espion 1
- José Corbacho - l'espion 2
- Eduardo Gómez - Mac "El Molecula"

## Distinctions
- Courmayeur Noir in Festival 2015 : Lion noir du meilleur film
- Absurde Séance Nantes International Film Festival 2016 : Prix du Jury

## Sources
- (es) Cet article est partiellement ou en totalité issu de l’article de Wikipédia en espagnol intitulé « Anacleto: Agente secreto » (voir la liste des auteurs).